# Jyväskylä universitet

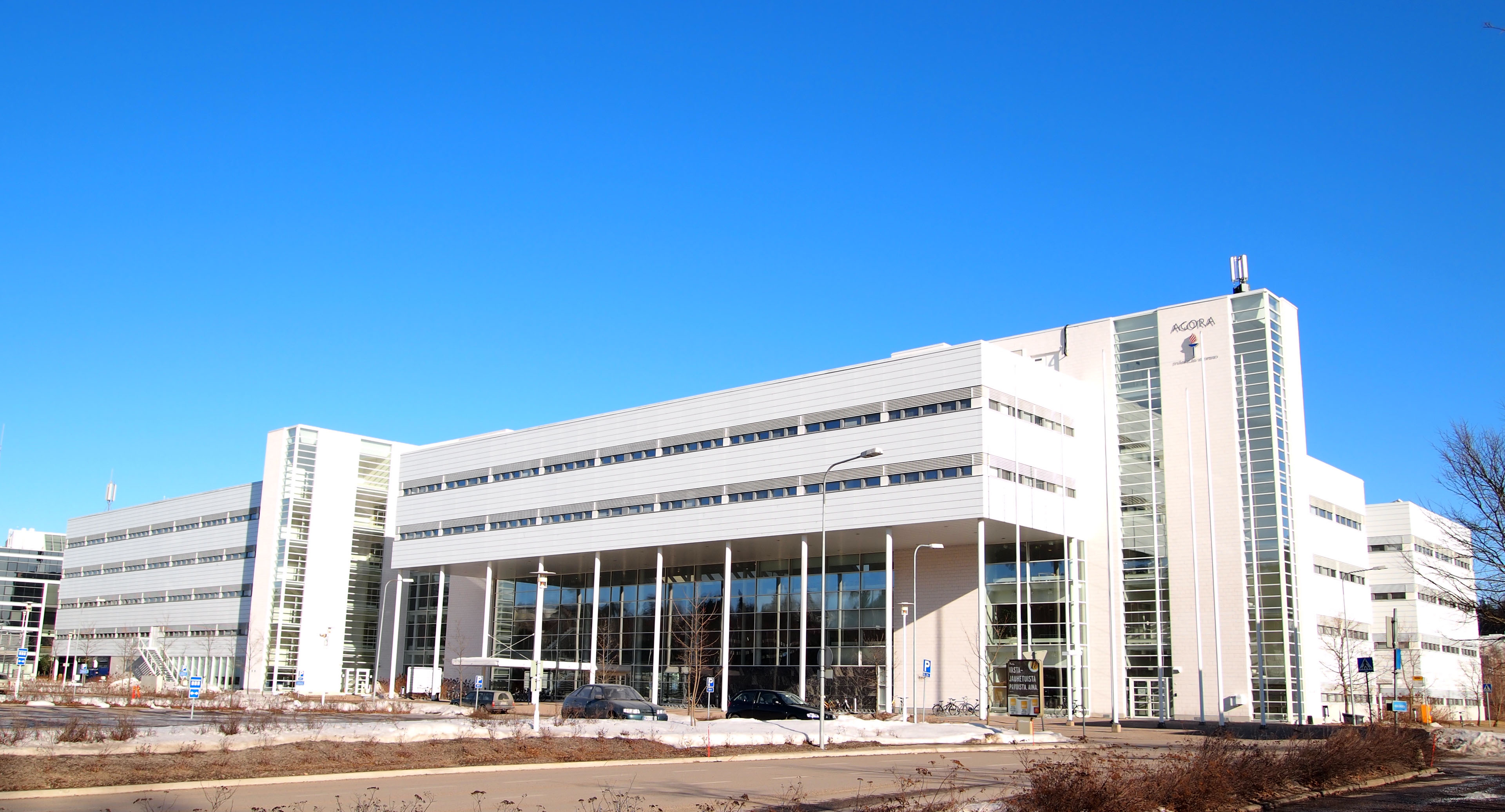
Agora-huset

Jyväskylä universitet är ett universitet i staden Jyväskylä i Finland. Det har sju fakulteter: humanistiska, informationsteknologiska, pedagogiska, idrotts- och hälsovetenskapliga, matematisk-naturvetenskapliga, handelsvetenskapliga och samhällsvetenskapliga fakulteten. Det finns över 15 000 studenter och en personalstyrka omkring 2 300; år 2003 togs 1 236 magisterexamina och 106 doktorsexamina vid universitet. 
Jyväskylä universitet grundades år 1966, men har sina rötter i det första finskspråkiga lärarseminarium som grundades i staden 1863. Denna ändrade 1934 namn till Pedagogiska högskolan (Kasvatusopillinen korkeakoulu) och 1966 till Jyväskylä universitet.

## Rektorslängd
- 1934–1940 Kaarle Oksala
- 1940–1948 Erik Ahlman
- 1948–1962 Aarni Penttilä
- 1963–1967 Martti Takala
- 1967–1977 Ilppo Simo Louhivaara
- 1977–1982 Kalevi Heinilä
- 1982–1988 Martti Takala
- 1988–1992 Antti Tanskanen
- 1992–2012 Aino Sallinen
- 2012– Matti Manninen